# The Manxman
The Manxman (en España: El hombre de la isla de Man) es una película romántica muda británica de 1929 dirigida por Alfred Hitchcock y protagonizada por Anny Ondra, Carl Brisson y Malcolm Keen.
La película está basada en una popular novela romántica homonimia de 1894, de Hall Caine, que ya se había llevado al cine 13 años antes.. Fue la última producción totalmente muda que dirigió Hitchcock antes de hacer la transición al cine sonoro con su siguiente película Blackmail (1929).

## Sinopsis
La película cuenta la historia de dos amigos cercanos de la infancia, un pescador guapo pero pobre, Pete Quilliam (Carl Brisson), y un abogado de clase media bien educado, Philip Christian (Malcolm Keen); Ambos jóvenes están enamorados de la bella y vivaz Kate (Anny Ondra), la hija del dueño de un pub en la Isla de Man.

## Reparto
- Carl Brisson - Pete Quilliam
- Malcolm Keen - Philip Christian
- Anny Ondra - Kate Cregeen
- Randle Ayrton - Caesar Cregeen
- Clare Greet - Madre (como Claire Greet)